# Понти, Карло
Карло Понти (итал. Carlo Ponti; 11 декабря 1912 — 10 января 2007) — итальянский кинопродюсер.

## Биография
Карло Понти родился 11 декабря 1912 года в городе Маджента, Италия. Понти изучал право в Миланском университете.
Он занялся кинопродюсированием в 1941 году и за свою карьеру принял участие в создании более 140 картин, среди них — фильмы Федерико Феллини («Дорога»), Витторио Де Сики («Золото Неаполя»), Дэвида Лина («Доктор Живаго»), Микеланджело Антониони («Фотоувеличение», «Профессия — репортёр») и многих других признанных классиков итальянского и мирового кинематографа.
Второй женой Карло Понти была актриса Софи Лорен, которую он сделал звездой мирового масштаба. От этого брака у него осталось два сына, Карло Понти-младший, дирижёр (в детстве Карло снимался в кино), и Эдуардо Понти, кинопродюсер. Сын от первого брака Алессандро также стал кинопродюсером.
Умер Карло Понти 10 января 2007 года от болезни лёгких в возрасте 94 лет в Женеве, Швейцария.

## Избранная фильмография
- 1954 — Дорога
- 1954 — Золото Неаполя
- 1956 — Война и мир
- 1958 — Такая женщина
- 1960 — Чочара
- 1961 — Женщина есть женщина
- 1961 — Леон Морен, священник
- 1961 — Лола
- 1962 — Боккаччо-70
- 1962 — Стукач
- 1962 — Затворники Альтоны
- 1963 — Вчера, сегодня, завтра
- 1963 — Презрение
- 1964 — Брак по-итальянски
- 1965 — Десятая жертва
- 1965 — Доктор Живаго
- 1966 — Фотоувеличение
- 1967 — Бал пожарных
- 1968 — Любовники
- 1970 — Забриски-пойнт
- 1972 — Белый, красный и…
- 1973 — Джордано Бруно
- 1974 — Поездка
- 1974 — Зверюга
- 1975 — Браво, куколка!
- 1975 — Профессия: репортёр
- 1976 — Отвратительные, грязные, злые
- 1976 — Перевал Кассандры